# Квітуча балка
Квіту́ча Ба́лка — ботанічний заказник місцевого значення в Україні. Розташований у межах Кропивницького району Кіровоградської області, біля західної околиці селища Кам'янець. 
Площа 8 га. Створений у 2001 році. Перебуває у віданні Кам'янецької селищної ради. 
Заказник створено для охорони мальовничої ділянки правобережної балки річки Кам'янки. На схилах балки — численні виходи гранітів у вигляді валунів та скель. Рослинність типово степова, особливо цінними є ковила волосиста, ковила пірчаста, сон чорніючий, астрагал шерстистоквітковий, занесені до Червоної книги України. На дні балки зростають вологолюбні рослини. 